# Shandong Hi-Speed Kirin
Gli Shandong Hi-Speed Kirin sono una società cestistica avente sede a Jinan, in Cina. Fondata nel 1995 come Shandong Flaming Bulls, nel 2003 assunse per un anno il nome di Shandong Lions, per poi cambiarlo in Shandong Gold Lions fino al 2014, in Shandong Golden Stars fino al 2019 e in Shandong Hi-Speed Kirin fino al 2021, quando assunsero la denominazione attuale. Giocano nel campionato cinese.